# Depa anficípela
Depa anficípela (em grego: δεπα αμφικυπελλα; romaniz.: depa amphikypella) é um termo que designa um copo alto e estreito com duas alças em forma de coração ou circulares finamente pintadas. Estão presentes principalmente na Anatólia Ocidental (Troia) e no nordeste do Egeu, contudo, a partir da segunda metade do milênio III a.C. esteve presente nas ilhas do sul do Egeu (Cíclades) e na costa do continente grego. Foi empregado por Homero para definir valiosos vasos para consumo de vinho. Posteriormente foi adotado por Heinrich Schliemann para definir específicos vasos usado para beber que foram primeiramente encontrados em Troia II.